# John Le Mesurier
John Le Mesurier, nato John Elton Le Mesurier Halliley (Bedford, 5 aprile 1912 – Ramsgate, 15 novembre 1983), è stato un attore britannico.
È conosciuto soprattutto per aver interpretato il ruolo di Arthur Wilson nella serie TV della BBC Dad's Army (1968-1977).
Le Mesurier iniziò ad interessarsi allo spettacolo da giovane ed iniziò a frequentare il Fay Compton Studio of Dramatic Art nel 1933. Da qui ottenne i primi ruoli nel repertorio teatrale e fece il proprio debutto sul palcoscenico nel settembre del 1934 al Palladium Theatre di Edimburgo in "Dangerous Corner" di J. B. Priestley. Successivamente accettò un'offerta di lavoro con Alec Guinness nella produzione dell'Amleto di John Gielgud. Apparve per la prima volta in TV nel 1938 interpretando il signore di Miolans in La meravigliosa storia di San Bernardo prodotto dalla BBC. Durante la Seconda guerra mondiale prestò servizio in India come capitano del Royal Tank Regiment. Tornò sulle scene nel 1948, come protagonista della commedia Death in the Hand.
Nella sua prolifica carriera cinematografica ha recitato in oltre 120 film di diverso genere, ricoprendo spesso ruoli di figure autorevoli come ufficiali d'esercito, poliziotti e giudici. Nel 1971 Le Mesurier ricevette il proprio unico  premio: un British Academy of Film and Television Arts come "Best Television Actor" per la sua performance in Traitor di Dennis Potter.
Si sposò tre volte ma particolarmente noto fu il suo legame con l'attrice Hattie Jacques. Gran bevitore per tutta la sua vita, Le Mesurier morì nel 1983, all'età di 71 anni, per una emorragia allo stomaco dovuta a complicazioni della cirrosi al fegato che da anni lo affliggeva.

## Biografia

### I primi anni

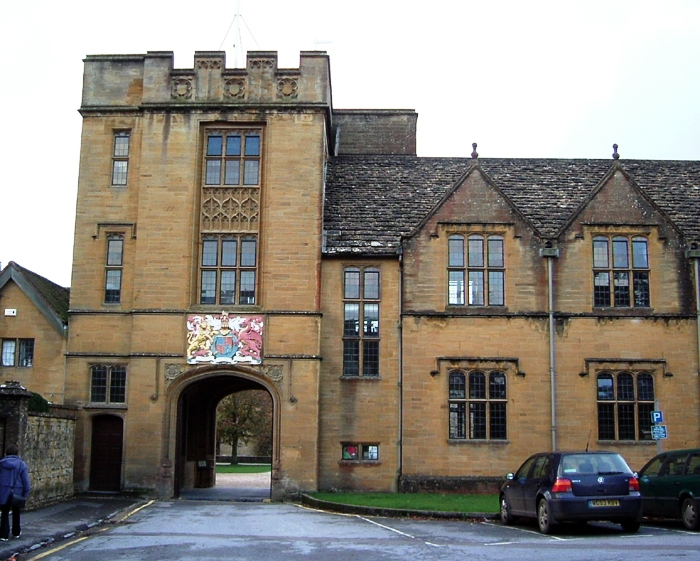
Sherborne School, nel Dorset, che Le Mesurier odiò profondamente negli anni della sua giovinezza

Le Mesurier nacque John Elton Le Mesurier Halliley, a Bedford il 5 aprile del 1912. Suoi genitori erano Charles Elton Halliley, un avvocato, e Amy Michelle Le Mesurier, discendente di una famiglia originaria di Alderney, presso il Canale della Manica; suo padre era cresciuto a Ceylon dove il nonno di John era un membro dell'amministrazione civile ed altri membri della famiglia Halliley lavoravano con incarichi di peso a Whitehall. Parente di sua madre era invece il reverendo Thomas Le Mesurier, chierico britannico, avvocato e polemico; altri membri erano John Le Mesurier, ultimo governatore ereditario di Alderney ed il colonnello Frederick Le Mesurier, inventore del RML 2.5 inch Mountain Gun. Mentre John era ancora bambino la famiglia si spostò di residenza a Bury St Edmunds, nel West Suffolk. Venne inviato a scuola dapprima a Grenham House nel Kent, e successivamente passò alla Sherborne School nel Dorset dove uno dei suoi primi compagni di scuola fu Alan Turing. Le Mesurier odiò profondamente questa scuola giudicandola molto male per i metodi d'insegnamento e l'inaccettabile individualismo a cui venivano spinti gli studenti. Scriverà a tal proposito: "Sono molto risentito per la mentalità chiusa di Sherborne, la sua collettiva incapacità di accettare qualsiasi cosa che non fosse assolutamente conforme all'immagine dell'uomo rappresentata nei manuali scout".
Sin dall'epoca però Le Mesurier iniziò ad interessarsi al mondo dello spettacolo e della recitazione; da bambino si recava spesso al West End of London per ammirare Ralph Lynn e Tom Walls nelle loro popolari farse all'Aldwych Theatre. Queste esperienze lo riempirono del desiderio di far carriera sul palcoscenico. Dopo aver lasciato la scuola inizialmente venne persuaso a proseguire la linea lavorativa di suo padre presso lo studio Greene & Greene, noto avvocato di Bury St Edmunds; nel suo tempo libero prendeva parte a recite drammatiche locali. Nel 1933 decise infine di abbandonare la professione legale e nel settembre di quello stesso anno iniziò a frequentare il Fay Compton Studio of Dramatic Art; suo compagno di studi fu Alec Guinness, col quale rimase sempre in forte amicizia. Nel luglio del 1934 lo studio mise in atto la propria recita annuale e sia Le Mesurier che Guinness vi presero parte; tra i giudici presenti alla rappresentazione vi erano anche John Gielgud, Leslie Henson, Alfred Hitchcock e Ivor Novello. Dopo la recita, invece di rimanere con lo studio per altre rappresentazioni, Le Mesurier colse l'opportunità di seguire a Edimburgo il Millicent Ward Repertory Players per un salario di 3,50 sterline a settimana.

### La carriera

#### 1934–46
Il Millicent Ward repertory company era solito dare rappresentazioni serali in tre atti; i lavori cambiavano ogni settimana e le prove venivano fatte durante il giorno. Col nome di John Halliley, Le Mesurier fece il proprio debutto sul palcoscenico nel settembre del 1934 al Palladium Theatre di Edimburgo nello spettacolo Dangerous Corner di J. B. Priestley con altri tre attori della compagnia. Un giornalista dello The Scotsman che presenziò alla rappresentazione disse che Le Mesurier era il miglior attore che avesse recitato quella sera. Le sue apparizioni in While Parents Sleep e Cavalcade seguirono poco dopo, ma sorsero dei problemi con la direzione del teatro. Le Mesurier accettò dunque di apparire con Alec Guinness nella produzione di John Gielgud dell' Amleto, le cui prove iniziarono a Streatham nella primavera del 1935 e che lo portarono ben presto a visitare diverse province dell'Inghilterra. Le Mesurier ebbe quindi il ruolo di Guildenstern nell'omonima opera di Anthony Quayle.

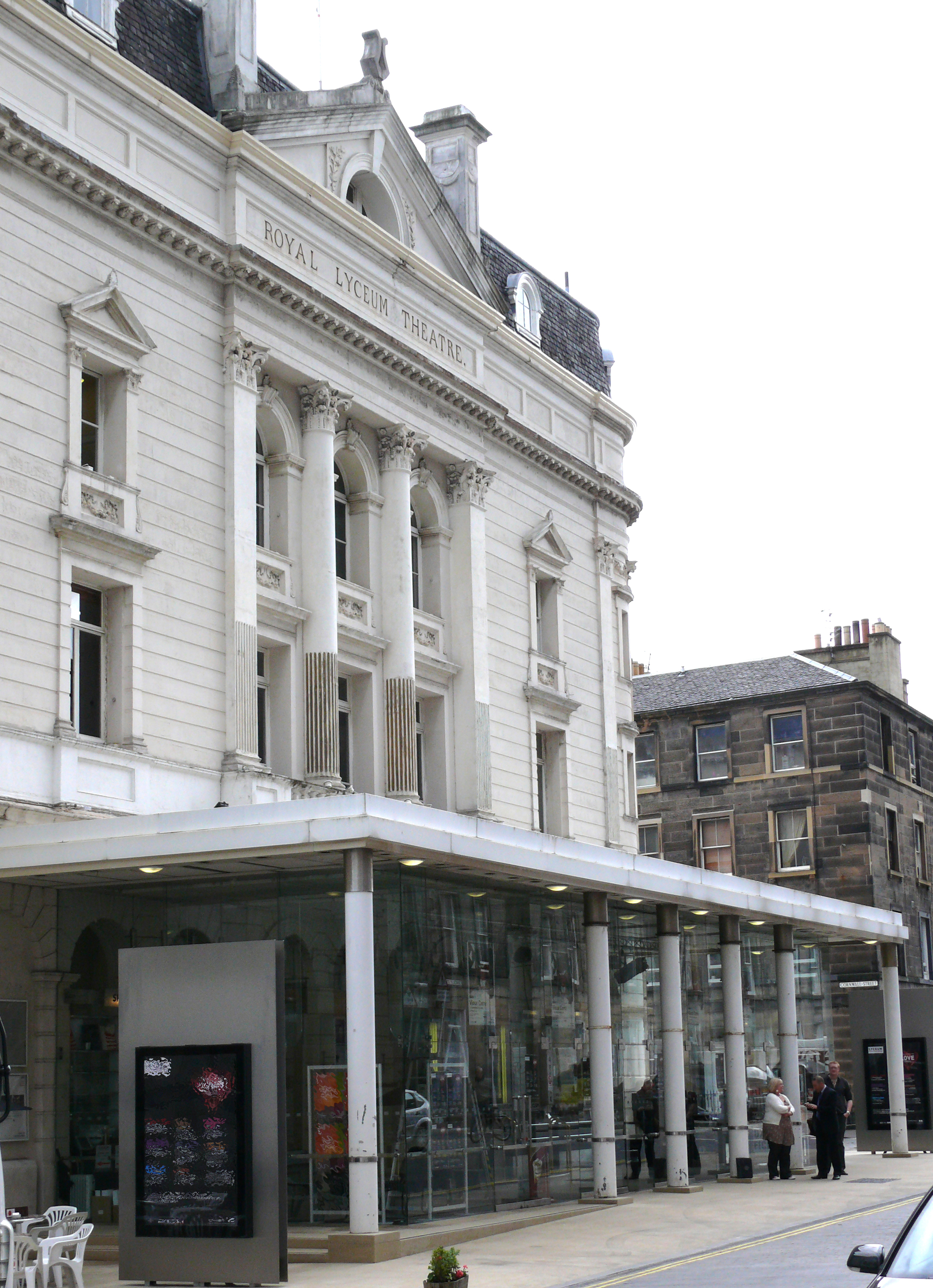
Il Royal Lyceum Theatre di Edimburgo, dove Le Mesurier apparve in numerosi ruoli durante il 1938

Nel luglio del 1935, Le Mesurier venne assunto dalla Oldham company, la quale si basava sull'Coliseum Theatre; prese parte a in Up in Mabel's Room di Wilson Collison, ma venne licenziato dopo una settimana per non essersi presentato ad una recita perché dormiva. Nel settembre del 1935 si spostò al Sheffield Repertory Theatre per apparire in Mary, Mary, Quite Contrary, e svolse il ruolo di Malvolio nella Dodicesima notte di Shakespeare. Le Mesurier commenterà in seguito il lento progredire della sua carriera: "sapevo che ci stavo mettendo tanto tempo, avevo la tentazione di mandare tutto all'aria". Nel 1937 aderì al Croydon Repertory Theatre, dove apparve in nove produzioni tra il 1936 e il 1937. Durante questo periodo Le Mesurier cambiò il proprio nome d'arte da John Halliley a John Le Mesurier; il suo biografo Graham McCann osservò che "egli non diede mai spiegazioni di questa decisione". Le Mesurier utilizzò questo suo nuovo nome per la prima volta nel settembre del 1937 nella produzione di Love on the Dole.
Le Mesurier apparve in televisione per la prima volta nel 1938. La sua prima apparizione fu in The Marvellous History of St Bernard nella quale svolgeva il ruolo del signore di Miolans come descritto nel manoscritto del XV secolo di Henri Ghéon. Oltre alle sue apparizioni in televisione, continuò a recitare sul palcoscenico a Edimburgo ed a Glasgow con gli Howard and Wyndham Players, sino alla fine del 1938 quando fece ritorno a Londra per riunirsi al Croydon Repertory Theatre. La sua seconda esperienza con la compagnia si concluse alcuni mesi dopo, dal maggio all'ottobre del 1939 e apparve in Gas Light, dapprima a Londra e poi in tour. Un giornalista del The Manchester Guardian disse che Le Mesurier aveva svolto "una fedele performance" e che "il personaggio non era enfatizzato. Potremmo dire che Mr. Le Mesurier si trovi confortevole nel suo ruolo".
Dal novembre al dicembre del 1939, Le Mesurier girò l'Inghilterra con una produzione di Goodness, How Sad, quando incontrò la figlia del direttore della produzione, June Melville, ed i due si sposarono nell'aprile del 1940. Dopo aver trascorso gennaio e febbraio del 1940 con Scuola di perfezionamento (French Without Tears) al Grand Theatre di Blackpool, tornò a Londra dove venne impiegato al Teatro di Brixton, apparendo in una serie di produzioni tra cui commedie, tragedie, thrillers e produzioni di fantasia, farse ed opere di peso tra Shakespeare, Ibsen, Sheridan, Wilde, Molière, Shaw, Congreve, Coward.
Nel settembre del 1940 la casa in affitto di Le Mesurier venne colpita da un bombardiere tedesco, distruggendola completamente, compresi i suoi documenti. Nel medesimo bombardamento anche il teatro di Brixton dove lavorava venne colpito. Alcuni giorni dopo si arruolò iniziando la preparazione nel Royal Armoured Corps; nel giugno del 1941 entrò nel Royal Tank Regiment. Prestò servizio in Gran Bretagna sino al 1943 e successivamente passò in India britannica dove passò il resto del periodo di guerra. Le Mesurier disse successivamente di aver trascorso "un periodo di guerra confortevole, col capitanato a proteggermi, prima di essere smobilitato nel 1946".

#### 1946–59
Al suo ritorno in Inghilterra, Le Mesurier tornò a recitare anche se inizialmente il lavoro era difficile da trovare e si dovette accontentare di ruoli minori. Nel febbraio del 1948 prese per la prima volta parte ad un film, la breve commedia Death in the Hand, con protagonisti Esme Percy ed Ernest Jay. Ebbe un ruolo minore anche nel film del 1949 dal titolo Mother Riley's New Venture (il suo nome apparve nei titoli di coda come "Le Meseurier") e nel film poliziesco del 1950 Dark Interval. Durante il medesimo periodo frequentò i palcoscenici di Birmingham
Ebbe numerosi ruoli televisivi nel 1951, tra cui quello del dottor Forrest in The Railway Children, del ricattatore Eduardo Lucas in Sherlock Holmes: The Second Stain e di San Giuseppe nel film sulla natività di Cristo dal titolo A Time to be Born. Nello stesso anno Tony Hancock si unì a Le Mesurier che ormai recitava con la seconda moglie, Hattie Jacques (con la quale si era sposato nel 1949 dopo aver divorziato da June Melville l'anno precedente) nella serie radiofonica Educating Archie. Le Mesurier e Hancock divennero amici, ritrovandosi spesso a SoHo, dove presero parte anche a numerosi club jazz per la comune passione musicale. Quando Hancock lasciò Educating Archie nel 1954 per lavorare al proprio radio show, Hancock's Half Hour, mantenne la propria amicizia con Le Mesurier.

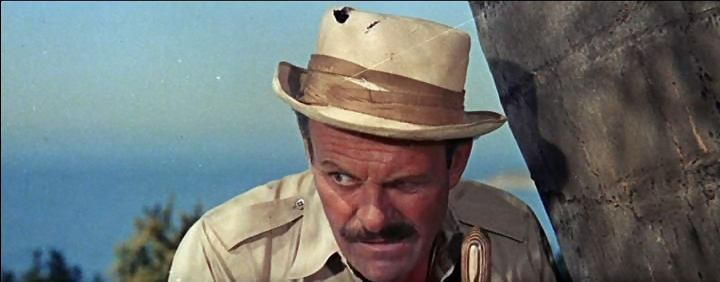
Terry-Thomas, assieme al quale Le Mesurier apparve in Private's Progress ed in Carlton-Browne of the F.O.

Nel 1952, oltre ad apparire nei film Blind Man's Bluff e Mother Riley Meets the Vampire, Le Mesurier svolse il ruolo di un dottore nel film Angry Dust al New Torch Theatre di Londra. Parnell Bradbury, scrivendo sul The Times, disse che Le Mesurier aveva svolto il ruolo straordinariamente bene, sebbene Harold Hobson, scrivendo sul The Sunday Times, disse che "il problema era che il dr. Watson del signor John Le Mesurier si approccia al personaggio in maniera troppo sommessa... [è questa] una nozione di genialità che si presenta inaccettabile al di fuori del melodramma vittoriano". Nel 1953, ebbe il ruolo di un burocrate nel film Il giardino del piacere, per il quale vinse il Prix de Fantasie Poetique al Festival di Cannes del 1954. Dopo un lungo periodo con piccoli ruoli, nel 1955 prese parte alla commedia di Roy Boulting, Josephine and Men, ruolo che secondo Philip Oakes lo "fece sprizzare fuori dalla massa".
Dopo la sua apparizione in Josephine and Men, John e Roy Boulting diedero a Le Mesurier il ruolo di uno psichiatra nel film del 1956 ambientato nella Seconda guerra mondiale dal titolo Private's Progress. Il cast includeva diversi attori inglesi di punta del periodo tra cui Ian Carmichael e Richard Attenborough. Dilys Powell, scrivendo di lui sul The Sunday Times, disse che il cast risultava "abbellito" dalla presenza di Le Mesurier. Sempre nel 1956, Le Mesurier apparve nuovamente accanto ad Attenborough, con piccoli ruoli in The Baby and the Battleship di Jay Lewis ed in Brothers in Law di Roy Boulting dove presero parte anche Carmichael e Terry-Thomas. Fu presente anche in televisione in diversi ruoli in episodi di Douglas Fairbanks, Jr., Presents, una serie di piccoli episodi.
L'amicizia di Le Mesurier con Tony Hancock diede vita ad un nuovo lavoro quando Hancock gli chiese di essere uno degli attori fissi a Hancock's Half Hour, quando lo show venne spostato dalla radio alla televisione. Le Mesurier successivamente apparve in sette episodi dello show tra il 1957 e il 1960, e quindi in due episodi della serie successiva dal titolo Hancock. Nel 1958 apparve in dieci film tra cui la commedia di Roy Boulting Happy is the Bride, per cui Dilys Powell scrisse sul The Sunday Times: "Il mio voto per i contributi più interessanti... va a due veterani, John Le Mesurier e Cecil Parker". Nel 1959, l'anno più fruttuoso della sua carriera, Le Mesurier prese parte a 13 films tra cui I'm All Right Jack, che fu criticamente e commercialmente il maggior successo di Le Mesurier a livello cinematografico anche se prese parte come attore non accreditato nel film Ben-Hur dove svolse il ruolo di un medico.

#### 1960–68
Le Mesurier apparve in nove film nel 1960, così come in nove programmi per la televisione, tra cui alcuni episodi di Hancock's Half Hour, Saber of London e Danger Man. Il suo lavoro continuò l'anno successivo col debutto di Peter Sellers come regista in Il piacere della disonestà, un film che risultò un fallimento sia per la critica che per il commerciale. Doppiò la voce di Mr. Justice Byrne nella registrazione di estratti dei R v Penguin Books Ltd. assieme a Michael Hordern ed a Maurice Denham. J.W. Lambert, scrivendo sul The Sunday Times, disse che Le Mesurier aveva dato "precisamente l'aria di confidente incredulità che l'autore voleva trasmettere ai lettori". Recitò in quello stesso anno in The Rebel.

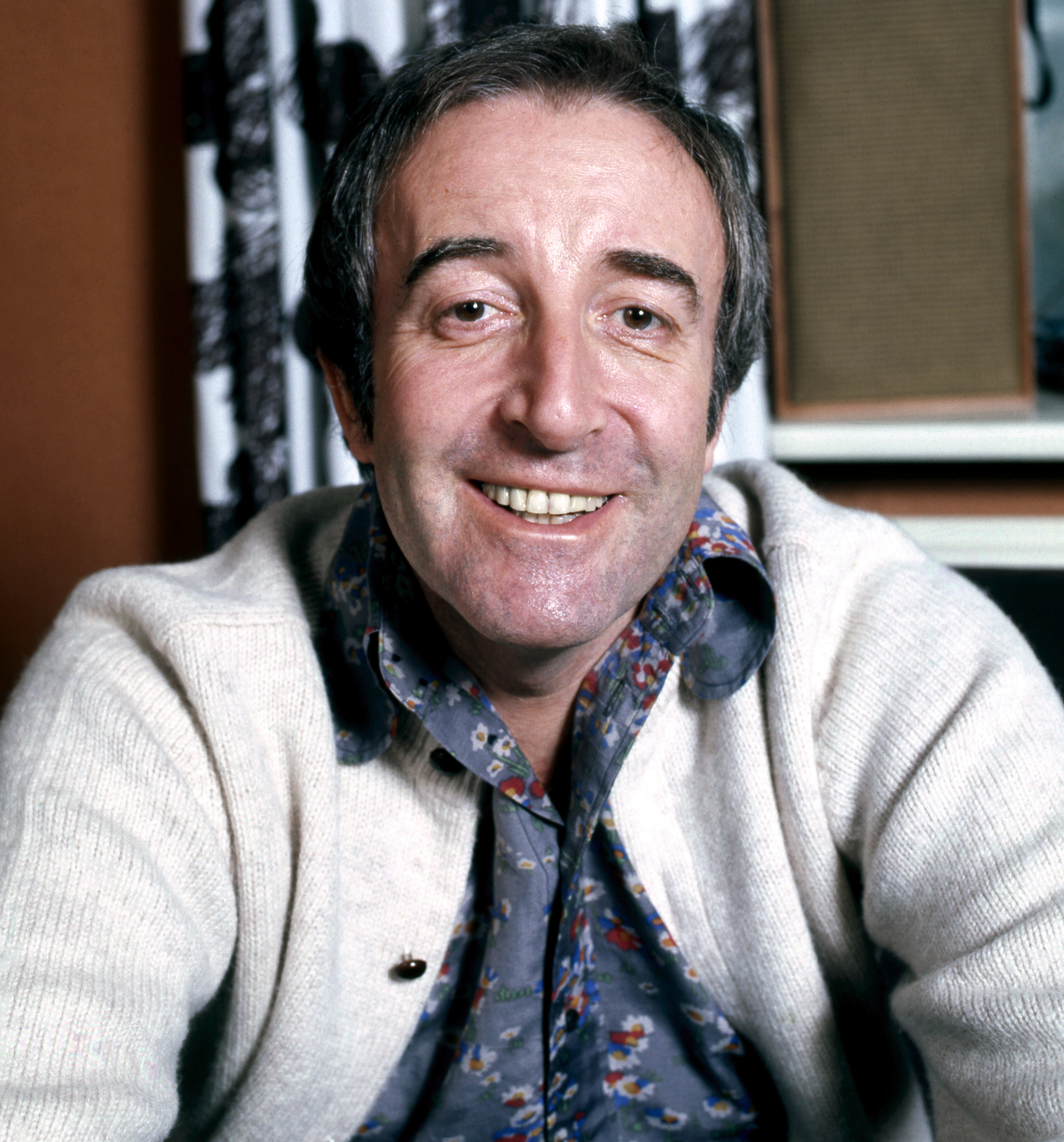
Peter Sellers, col quale Le Mesurier apparve in diversi film

Nel 1962 recitò nella commedia di Wendy Toye dal titolo We Joined the Navy prima di tornare sulle scene nuovamente con Peter Sellers in Sesso, peccato e castità, il film di Sidney Gilliat tratto dal romanzo Quell'incerto sentimento di Kingsley Amis, dove il talento mostrato da Le Mesurier venne comparato a quello del noto attore statunitense John McGiver. Dopo essere apparso in un altro film con Sellers nel 1962 (Il generale non si arrende), Le Mesurier apparve con lui nuovamente nella commedia del 1963 dal titolo Il braccio sbagliato della legge. Nello stesso anno affiancò ancora Sellers nel terzo film di Sellers, La Pantera Rosa come avvocato difensore e nel film di Tony Hancock, The Punch and Judy Man.
Per cambiare dalle commedie che di solito interpretava, Le Mesurier personificò il reverendo Jonathan Ives nel film scientifico di Jacques Tourneur del 1965 dal titolo City Under the Sea, prima di tornare alla commedia con A caccia di spie diretto da Val Guest, con protagonista David Niven. Nel 1966 Le Mesurier rivestì inoltre il ruolo del colonnello Maynard nella sitcom George and the Dragon, con Sid James e Peggy Mount. Il programma continuò sino al 1968 con 26 episodi. Ebbe un ruolo anche in quattro episodi di Coronation Street ed in Pardon the Expression, recitando con Arthur Lowe.

#### 1968–77
Nel 1968 a Le Mesurier venne offerto un ruolo nella nuova sitcom della BBC recitando la parte del sergente Arthur Wilson in Dad's Army, anche se risultò la seconda scelta dopo la rinuncia di Robert Dorning. Le Mesurier era incerto nell'accettare dal momento che stava terminando la serie finale di George and the Dragon. Ciò che lo persuase fu al fine la paga di 262,50 sterline per episodio e la partecipazione nel cast del vecchio amico Clive Dunn nel ruolo del caporale Jack Jones. Le Mesurier decise di basare il suo personaggio su sé stesso, di quanto aveva fatto durante la guerra nel suo periodo di servizio nell'esercito.
Nicholas de Jongh, in un tributo scritto dopo la morte di Le Mesurier, disse che fu proprio nel ruolo di Wilson che Le Mesurier divenne una star. La sua interazione col personaggio del capitano George Mainwaring venne descritta dal The Times come "una parte memorabile di televisione, in uno degli shows più popolari". Il programma proseguì per nove anni coprendo l'estensione di ottanta episodi, terminando nel 1977.
Durante le riprese della serie, nel 1969, Le Mesurier viaggiò a Venezia per una serie di weekends per apparire nel film Midas Run, diretto da Alf Kjellin, recitando a fianco di Richard Crenna, Anne Heywood e Fred Astaire. Le Mesurier iniziò così una amicizia con Astaire durante le riprese del film col quale condivideva tra l'altro la passione per le corse dei cavalli. Nel 1971 Norman Cohen diresse l'adattamento teatrale di Dad's Army'' dove Le Mesurier apparve in tour nel Regno Unito nel 1975–76.
Sempre durante le riprese, nel 1969, recitò in Un colpo all'italiana di Peter Collinson. Nel 1970, Le Mesurier apparve in Doctor in Trouble di Ralph Thomas, comparendo anche nel film di Vincente Minnelli dal titolo On a Clear Day You Can See Forever, un musical romantico di fantasia.
Nel 1971 Le Mesurier tornò in televisione con Traitor di Dennis Potter nel quale interpretò il ruolo di un aristocratico britannico che diviene una spia per i sovietici, performance che gli valse un British Academy of Film and Television Arts  quale miglior attore. Fece un cameo nella commedia sexy di Val Guest del 1972 dal titolo Le femmine sono nate per fare l'amore e fuprotagonista nel film di Bob Kellett The Alf Garnett Saga al fianco di Warren Mitchell e Dandy Nichols. Nel 1974 ricoprì il ruolo di un ispettore di polizia nella commedia di Val Guest dal titolo Confessions of a Window Cleaner, a fianco di Robin Askwith e Antony Booth. L'anno successivo fu il narratoe in Bod, un programma animato per bambini prodotto dalla BBC.

#### 1977–83
Nel 1977 Le Mesurier impersonò Jacob Marley nell'adattamento della BBC del noto A Christmas Carol, assieme a  Michael Hordern nel ruolo di Ebenezer Scrooge; Sergio Angelini, scrivendo per il British Film Institute sul ruolo di Le Mesurier disse "non è nemmeno lontanamente spaventoso, trasmette piuttosto un senso di malinconia, quasi ripieno di rifiuti e rimorsi". Nel 1979 personificò Sir Gawain in Unidentified Flying Oddball della Walt Disney, diretto da Russ Mayberry, recitando con Dennis Dugan, Jim Dale e Kenneth More. Il film, un adattamento della novella di Mark Twain dal titolo A Connecticut Yankee in King Arthur's Court, venne definito da Time Out come "un film intelligente con una trama coesa ed uno scritto interessante", lodando in particolare l'impegno di Le Mesurier.
Le Mesurier recitò la parte del vecchio uccello saggio nel 1980 nell'adattamento radiofonico della Guida galattica per autostoppisti e recitò la parte di Bilbo Baggins nell'adattamento radiofonico de Il Signore degli Anelli. Nella primavera del 1980 ricoprì il ruolo di David Bliss assieme a Constance Cummings (come Judith Bliss) nella produzione di Noël Coward di Hay Fever.
Svolse il ruolo di padre Mowbray nel 1981 in Ritorno a Brideshead, presenziando anche come guest star in alcuni episodi della commedia televisiva The Goodies, e nel primo episodio di Hi-de-Hi!. L'ultima sua apparizione cinematografica fu ne Il diabolico complotto del dottor Fu Manchu che venne completato alcuni mesi prima della morte di Sellers, nel luglio del 1980.
Nel 1982 tentò di riprendere il vecchio personaggio del sergente, ma la morte di Lowe compromise la riuscita del progetto. Tra gli ultimi suoi lavori lo ricordiamo con Anthony Hopkins nella serie televisiva A Married Man, nel marzo del 1983, prima di riprendere la narrazione del film The Passionate Pilgrim di Eric Morecambe.

## Filmografia parziale

### Cinema
- La battaglia di Rio della Plata (The Battle of the River Plate), regia di Michael Powell ed Emeric Pressburger (1956)
- La Pantera Rosa (The Pink Panther), regia di Blake Edwards (1963)
- Un colpo all'italiana (The Italian Job), regia di Peter Collinson (1969)
- Il fratello più furbo di Sherlock Holmes (The Adventure of Sherlock Holmes' Smarter Brother), regia di Gene Wilder (1975)
- Il diabolico complotto del dottor Fu Manchu (The Fiendish Plot of Dr. Fu Manchu), regia di Piers Haggard (1980)

### Televisione
- I gialli di Edgar Wallace (The Edgar Wallace Mystery Theatre) – serie TV, episodio 2x11 (1962)